# Monte Maudit
O Monte Maudit (em francês:  Mont Maudit, em italiano:  Monte Maudit) é a terceira montanha mais alta do Maciço do Monte Branco, nos Alpes Graios. Fica sobre a fronteira ítalo-francesa.
O monte é citado nos n.º 50 e 70 das 100 mais belas corridas de montanha e com 4465 m faz parte dos cumes dos Alpes com mais de 4000 m.
A via normal de ascensão parte do Refúgio dos Cósmicos (3613 m), um refúgio de montanha que se encontra perto da estação do teleférico que serve o topo da Aiguille du Midi. Do refúgio pode subir-se a face norte do Mont Blanc du Tacul; ultrapassado este chega-se ao colo do Monte Maudit, havendo que subir a sua vertente norte.

## Ligações externas

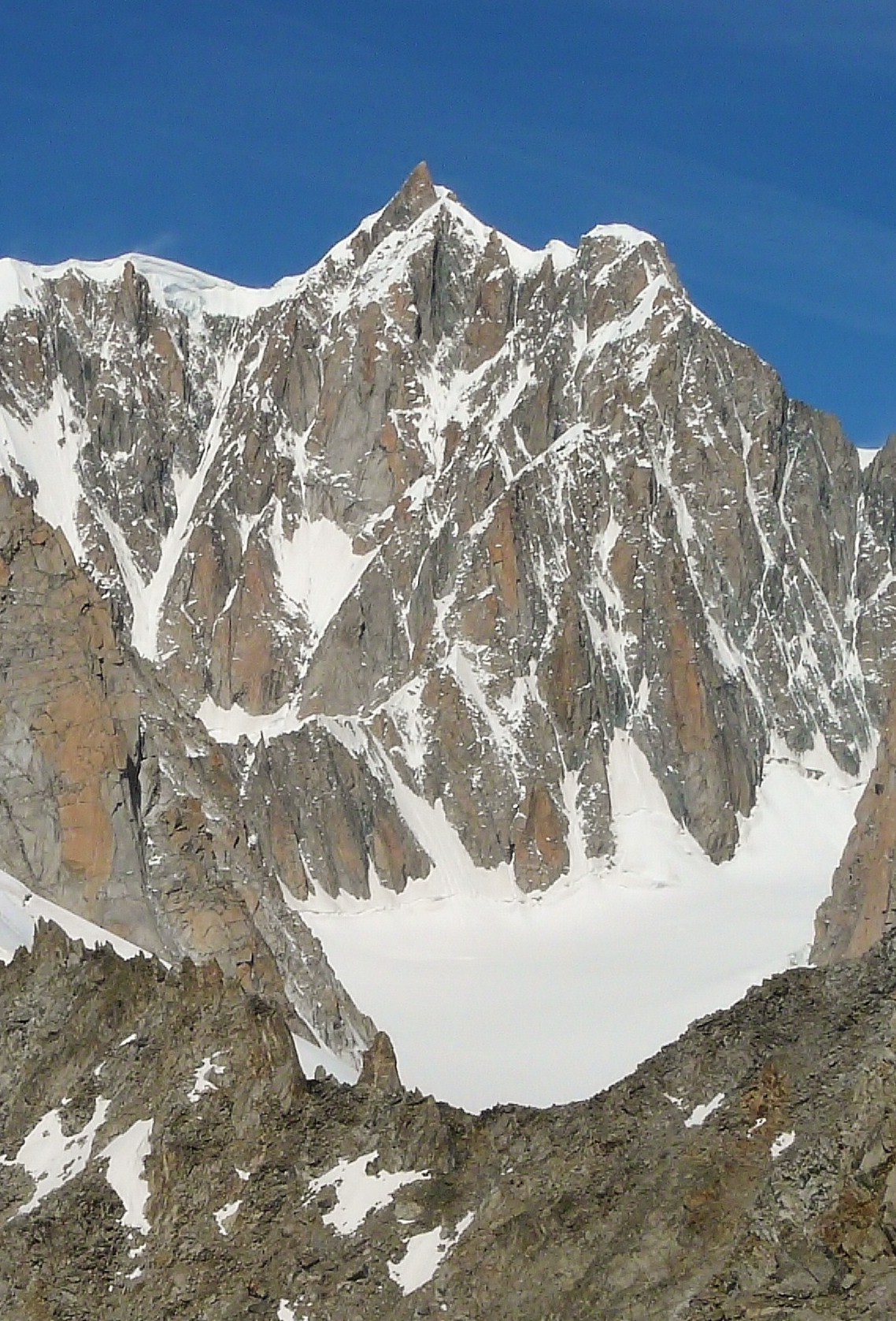
O Monte Maudit visto da Ponta Helbronner.

### Imagens
- «MMB: Imagens»